# Duttaphrynus noellerti
Duttaphrynus noellerti là một loài cóc trong họ Bufonidae. Chúng là loài đặc hữu của Sri Lanka.
Các môi trường sống tự nhiên của chúng là các khu rừng ẩm ướt đất thấp nhiệt đới hoặc cận nhiệt đới, các đồn điền, vườn nông thôn, và. Loài này đang bị đe dọa do mất nơi sống.